# Раз, два, три... нескінченність
«Один два три… нескінченність: факти та припущення в науці» (англ. One Two Three... Infinity: Facts and Speculations of Science) — науково-популярна книга фізика-теоретика Георгія Гамова, вперше опублікована в 1947 році. Книга написана на рівні, зрозумілому учням середньої школи та дорослим «розумним неспеціалістам». Вона обговорює широкий спектр фундаментальних понять у математиці та природничих науках. У книзі багато ілюстрацій роботи самого Гамова.

## Зміст
Книга містить 340 сторінок. Вона складається з одинадцяти розділів, об'єднаних в чотири частини:
1. Гра з числами,
2. Простір, час і Ейнштейн,
3. Мікрокосмос,
4. Макрокосмос.

У передмові стислість останньої частини пояснюється попереднім висвітленням в інших книгах Гамова «Народження та смерть Сонця» та «Біографія Землі». В книзі 128 ілюстрацій, намальованих Гамовим, в тому числі на основі робіт інших художників, яким Гамов дякує в передмові. Додається чотиристорінковий покажчик.
У 1961 році вийшло нове видання книги. У своїй передмові Гамов каже, що, на щастя, видання 1947 року було «написано одразу після ряду важливих наукових досягнень», так що «знадобилось відносно небагато змін і доповнень». Наприклад, Гайнц Френкель-Конрат і Роблі Вільямс розділили вірус тютюнової мозаїки на неживі молекули, а потім рекомбінували їх у активний вірус, і видання 1965 року розмірковувало про значення цього результату (с. 267).

### Частина 1. Гра з числами
Частина 1, в основному, стосується вираження великих чисел, Георга Кантора, нескінченності та уявної одиниці. Після критики римської системи числення за те, що вона обмежена тисячами (M), описана система міріад і октад з книги Архімеда «Підрахунок піщинок». Потім пояснюється парадокс, за яким для нескінченних величин «частина може дорівнювати цілому». Описуються числа алеф. Показано решето Ератосфена для простих чисел. Пояснюються числа Ферма та їхній зв'язок з простими числами. Формулюється гіпотеза Ґольдбаха, за якою кожне парне число можна записати як суму двох простих чисел. Автор представляє уявні числа і діаграму Арганда та пояснює, як множення на i повертає комплексну площину проти годинникової стрілки на прямий кут.

### Частина 2. Простір, час і Ейнштейн
Частина 2 починається з «незвичайних властивостей простору» і торкається «перетворення координат» і полярних координат, потім переходить до топології. Виведено характеристику Ейлера для многогранників з топологією сфери. Згадується модифікація формули для топології тора та інших поверхонь з отворами. Пояснюється проблема чотирьох фарб (розв'язана в 1976 році), а також той факт, що сім кольорів є необхідними і достатніми для тора. Описується парадокс Смейла (вивертання сфери). Автор нагадує читачеві про гаструляцію в ембріональному розвитку та інтерпретує людину як тор. Одна з ілюстрацій зображує людину, вивернуту навиворіт. Пояснюється, що властивість хіральності тривимірного простору відсутня на стрічці Мебіуса та пляшці Кляйна.
Далі автор звертається до розширення простору з часом і до поведінки світових ліній в такому просторі. Згадується визначення швидкості світла Ремером, що призводить до світлового року та світлового фута (1,1 × 10−9 секунд) як просторово-часових еквівалентів. Потім просторово-часові інтервали вимірюються за допомогою теореми Піфагора, модифікованої від'ємним часовим членом. Далі автор розглядає світлоносний ефір та описує невдачу експерименту Майкельсона-Морлі 1887 року як удар по класичній фізиці та абсолютному простору і часу. Потім автор говорить про майбутні високошвидкісні подорожі та описує подорож після сніданку на Сіріус, щоб приземлитися на планеті для обіду та повернення на Землю на вечерю. Описується кривина променів зоряного світла, підтверджена фотографіями, зробленими на острові Принсіпі під час спостереження сонячного затемнення 1919 року.

### Частина 3. Мікрокосмос

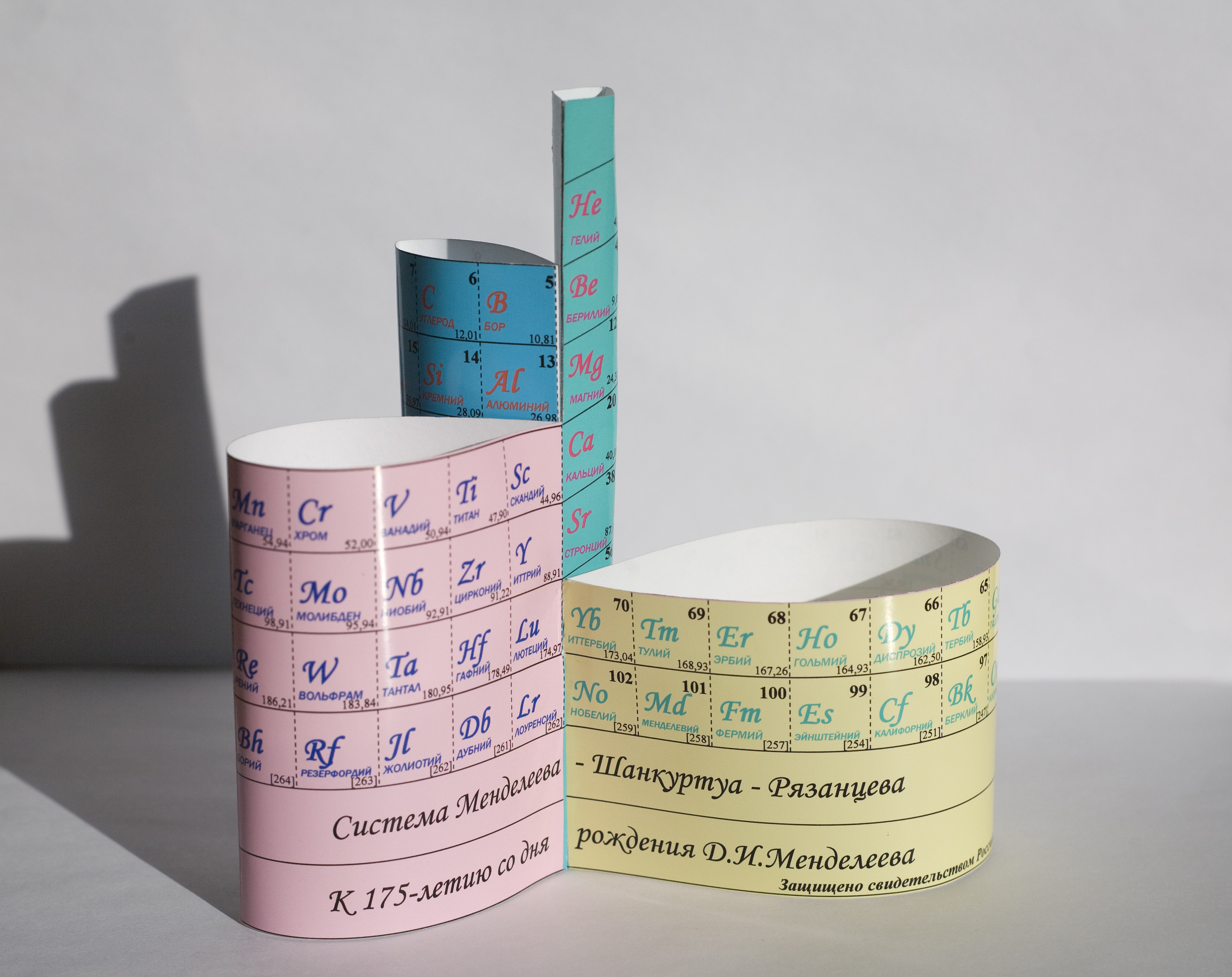
Періодична таблиця Менделєєва в стилі квітки

Частина 3 є найдовшою (150 сторінок). Вона починається з опису чотирьох елементів і їхніх взаємних перетворень. Розмір атомів оцінюється на основі того експериментального спостереження, що 1 кубічний міліметр масла може покрити 1 квадратний метр води. Закон сталості складу представлено (с. 123) як «основний закон хімії». Молекулярна структура речовини була відкрита за допомогою молекулярних пучків Отто Штерном, а Лоуренс Брегг винайшов «атомну фотографію» за допомогою рентгенівських променів.
Розділ «Розтин атома» починається з розгляду кисню, водню і того, як вони утворюючи воду. Гамов стверджує, що атоми є «складними механізмами з великою кількістю рухомих частин». З посиланням на Дж. Дж. Томсона вводиться електрон, представляється резерфордівська планетарна модель атома, схожа на Сонячну систему і з таким саме домінуванням маси центрального тіла над масами «планет». Гамов описує періодичну таблицю елементів як квітку з пелюстками, стеблом якої служать інертні гази. Висока точність небесної механіки протиставляється принципу невизначеності в мікросвіті. Далі Гамов описує, як незрозумілі з точки зору геометричної оптики явища дифракції спричинили створення хвильової механіки Луї де Бройля та Ервіна Шредінгера.
У розділі «Загадка життя» порівнюються живі істоти й автомобілі. Стверджується, що характерними ознаками життя є харчування, зростання і розмноження. Відкидається аналогія між життям і зростанням кристалів у перенасиченому розчині. З іншого боку, розмноження вірусів описується як «відсутня ланка» між неживими і живими організмами. Описані вісім хромосом дрозофіли, ріст шляхом мітозу та розмноження шляхом мейозу, стадії бластули і гаструли зародків тварин.

### Частина 4. Макрокосмос
Автор каже, що початок космології поклав Аристотель книгою «Про небо». Далі він описує, як Ератосфен знайшов розмір Землі. Потім описується, як для вимірювання позаземних відстаней використовується зоряний паралакс, який Гамов пов'язує з людським бінокулярним зором. Представлено «сонячно-гарбузову» шкалу розмірів Сонячної системи, в якій Сонце має розмір гарбуза, Земля — горошину, Місяць — макового зернятка, а відстань від Сонця до Землі становить 60 м. Далі описується, як Фрідріх Бессель виміряв паралакс зорі 61 Лебедя, отримавши результат 10 світлових років і ставши «першою людиною, яка з міркою ступила в міжзоряний простір». У сонячно-гарбузовому масштабі 61 Лебедя знаходиться на відстані 50 000 км.
Описується Чумацький Шлях та те, як Гарлоу Шеплі використав залежність період-світність для цефеїд, щоб оцінки відстані до кулястих скупчень та визначити розмір Чумацького Шляху.

## Відгуки
Науковий письменник Віллі Лей високо оцінив книгу Гамова, описавши її як «рідкісну… книгу, яка повчає, розважаючи». Kirkus Reviews назвав її «стимулюючою та провокаційною книгою для загального читача з науковим складом розуму». Фізик-теоретик Шон Керролл вважав, що «Раз, два, три… нескінченність» визначила траєкторію його професійного життя. Вчений-когнітивіст Стівен Пінкер прочитав цю книгу в дитинстві і казав, що вона сприяла його інтересу до науково-популярних творів. Астрофізик і популяризатор науки Ніл Деграсс Тайсон відзначив «Раз, два, три… нескінченність» як одну з двох книг, які справили на нього найбільший вплив.
У 1956 році Гамов отримав премію Калінги ЮНЕСКО за його діяльність у популяризації науки, зокрема за книгу «Один, два, три… нескінченність», а також інші твори.